# Ornithogalum chionophilum
Ornithogalum chionophilum là một loài thực vật có hoa trong họ Măng tây. Loài này được Holmboe mô tả khoa học đầu tiên năm 1914.